# Montescot
Montescot (în catalană Montescot) este o comună în departamentul Pyrénées-Orientales din sudul Franței. În 2009 avea o populație de 1.662 de locuitori.

## Evoluția populației
| An        | 1975 | 1982 | 1990  | 1999  | 2006  | 2009  |
| --------- | ---- | ---- | ----- | ----- | ----- | ----- |
| Populație | 471  | 612  | 1.128 | 1.375 | 1.559 | 1.662 |